# KHD T12M 625 R
Die Typenreihe KHD T12M 625 R ist eine vierachsige Diesellokomotive mit Stangenantrieb für den schweren Rangier- und mittleren Güterzugdienst. Sie wurde in zwei Exemplaren 1957 und 1958 von KHD gebaut und bei größeren Industriebetrieben eingesetzt. Die Lokomotive ist die größte Maschine der TM-Reihe von KHD. Eine Lokomotive ist erhalten geblieben.

## Entwicklung
Die Lokomotiven sind die größten Stangenlokomotiven von KHD und hatten einen Zwölfzylinder-Zweitakt-Dieselmotor erhalten. Entsprechend groß war damals ihre Leistung mit knapp 675 PS. Die Lokomotiven sind noch nach dem Bezeichnungsschema versehen worden, bei der die Motorbaureihe in die Lokbezeichnung eingeht. 
Es wurden nur zwei Lokomotiven gebaut, die an die Klöckner-Werke in Haspe bzw. das Neunkircher Eisenwerk geliefert wurden.

## Technik
Die Vorbautenlokomotiven besitzen einen großen Vorbau für den Dieselmotor sowie einen Teil des Getriebes, einen kleinen Vorbau für die Hilfsbetriebe und ein dazwischen liegendes Führerhaus. 1989 waren waagerecht angeordnete Scheinwerferlampen vorhanden, zuvor hatten sie die typischen großen Deutz-Scheinwerfer. Wie andere Deutz-Lokomotiven hatten sie eingezogene seitliche Führerstandsaufstiege, große Auspufftöpfe und abgerundete Führerhäuser mit kleinem Sonnenschutz.
Die Lokomotiven waren ursprünglich mit dem Zwölfzylinder-Zweitakt-Dieselmotor T12M 625 R ausgerüstet, dessen Leistung mit 675 PS angegeben war.
1983 wurde die bei Weserport eingesetzte Lokomotive mit einem Motor von Caterpillar versehen, seither beträgt deren Leistung 650 PS. Der Motor gibt seine Kraft an ein Strömungsgetriebe von Voith ab. Nach dem folgenden Wendegetriebe wird die Blindwelle angetrieben, die zwischen der 2. und 3. Achse liegt. Die Lokomotive ist eine Starrrahmenlok, die erforderliche Kurvenbeweglichkeit wird durch den Einbau von Beugniot-Hebel erreicht, wodurch Laufruhe und Gleisschonung erheblich verbessert wurden.
Beim Umbau 1983 hat die Lok eine Funkfernsteuerung erhalten.

## Einsatz
Die für die Neunkircher Eisenwerke gelieferte Lokomotive blieb bis Mitte der 1980er Jahre in Neunkirchen und wurde dann nach Italien verkauft. 2010 war die Lokomotive in aufarbeitungswürdigem Zustand in Alessandria zu sehen.

### Klöckner-Werke
Diese Lokomotive wurde 1957 ausgeliefert und war bis 1971 im Einsatz. Dann wurde sie an die damalige Weserport Umschlagsgesellschaft in Bremerhaven verkauft, wo sie unter der Bezeichnung 59 den Erzumschlag durchführte. Für diesen Einsatz hat sie einen neuen Motor und die Funkfernsteuerung erhalten.
Nach Beendigung des Erzumschlages wurde die Lokomotive 1993 an die Hümmlinger Kreisbahn verkauft, die zu der Zeit eine leistungsfähige Rangierlokomotive mit Funkfernsteuerung suchte. Die Lokomotive wurde nach 1998 mehrmals an die Verden-Walsroder Eisenbahn vermietet und 2008 von der Gesellschaft gekauft. Die Lokomotive war 2018 noch vorhanden.